# Solo (equipa ciclista)
A equipa Solo foi um equipa ciclista belga, de ciclismo em estrada que competiu entre 1961 e 1966. Foi a última equipa onde correu Rik Van Steenbergen e a primeira onde estreiou Eddy Merckx.

## Principais resultados
- Paris-Tours: Jos Wouters (1961)
- Paris-Bruxelas: Jos Wouters (1965), Edward Sels (1965)
- Tour de Limburgo: Jos Wouters (1963)
- Paris-Luxemburgo: Rik Van Looy (1964)
- Kuurne-Bruxelas-Kuurne: Arthur Decabooter (1964)
- E3 Harelbeke: Rik Van Looy (1964, 1965, 1966)
- Paris-Roubaix: Rik Van Looy (1965)
- Gante-Wevelgem: Noël De Pauw (1965)
- Através de Flandres Ocidental: Bernard Van De Kerckhove (1965)
- Giro de Cerdeña: Rik Van Looy (1965)
- Tour de Flandres: Edward Sels (1966)

### Nas grandes voltas
- Giro d'Italia
  - 0 participações

- Tour de France
  - 4 participações (1963, 1964, 1965], 1966])
  - 13 vitorias de etapa:
    - 2 em 1963: Roger De Breucker (2)
    - 6 em 1964: Edward Sels (4), Bernard Van De Kerckhove, Willy Derboven
    - 5 em 1965: Rik Van Looy (2), Bernard Van De Kerckhove, Edgard Sorgeloos, Edward Sels
    - 2 em 1966: Edward Sels (2)

  - 0 classificações secundárias:

- Volta a Espanha
  - 2 participações  (1964, 1965)
  - 12 vitorias de etapa:
    - 4 em 1964: Edward Sels, Rik Van Looy, Armand Desmet, Henri De Wolf
    - 8 em 1965: Rik Van Looy (8)

  - 0 classificação final:
  - 1 classificações secundária:
    - Classificação por pontos: Rik Van Looy (1965)

## Composição da equipa
| 1966 | 1966 | 1966 | 1966 | 1966 | 1966 | 1966 |
| ---- | ---- | ---- | ---- | ---- | ---- | ---- |

| Integrantes da equipe 1966 | Integrantes da equipe 1966 | Integrantes da equipe 1966               | Integrantes da equipe 1966 |
| Ciclista                   | Data de nascimento         | Equipe anterior                          |                            |
| -------------------------- | -------------------------- | ---------------------------------------- | -------------------------- |
| Roger Baguet               | 10 setembro 1939           |                                          |                            |
| Omer Ballegeer             | 21 setembro 1947           |                                          |                            |
| Emile Daems                | 4 abril 1938               | Ignis (1965)                             |                            |
| Noël De Pauw               | 25 julho 1942              |                                          |                            |
| Julien De Pré              | 11 junho 1937              |                                          |                            |
| Eddy De Sitter             | 16 junho 1945              |                                          |                            |
| Henri De Wolf              | 17 agosto 1936             | Gitane-Leroux-Dunlop-R. Geminiani (1962) |                            |
| André Delaere              | 26 novembro 1943           |                                          |                            |
| Georges Delvael            | 31 janeiro 1944            |                                          |                            |
| Willy Derboven             | 19 setembro 1939           | G.B.C.-Libertas (1963)                   |                            |
| Armand Desmet              | 23 janeiro 1931            | Flandria-Faema (1963)                    |                            |
| Donaat Himpe               | 12 abril 1942              |                                          |                            |
| Gaston Hoskens             | 7 agosto 1941              |                                          |                            |
| Joseph Janssens            | 10 setembro 1941           |                                          |                            |
| Robert Lelangue            | 4 fevereiro 1940           | Cynar-Allegro (1965)                     |                            |
| Palle Lykke                | 4 novembro 1936            |                                          |                            |
| Mathieu Maes               | 3 maio 1944                |                                          |                            |
| Étienne Matheus            | 31 março 1940              |                                          |                            |
| Jean Monteyne              | 30 julho 1943              |                                          |                            |
| Peter Post                 | 12 novembro 1933           |                                          |                            |
| Hugo Scrayen               | 19 abril 1942              | Lamot-Libertas (1965)                    |                            |
| Edward Sels                | 29 agosto 1941             | G.B.C.-Libertas (1963)                   |                            |
| Patrick Sercu              | 27 junho 1944              |                                          |                            |
| Edgard Sorgeloos           | 14 dezembro 1930           | G.B.C.-Libertas (1963)                   |                            |
| Julien Stevens             | 25 fevereiro 1943          |                                          |                            |
| Michel Van Aerde           | 2 outubro 1933             | Carpano (1962)                           |                            |
| Willy Vanden Berghen       | 3 julho 1939               | Lamot-Libertas (1965)                    |                            |
| Jos Van Hout               | 8 setembro 1944            |                                          |                            |
| Rik Van Looy               | 20 dezembro 1933           | G.B.C.-Libertas (1963)                   |                            |
| Roger Van Maele            | 16 junho 1943              |                                          |                            |
| Rik Van Steenbergen        | 9 setembro 1924            | Peugeot-BP-Dunlop (1960)                 |                            |
| Remi Van Vreckom           | 1 abril 1943               |                                          |                            |
| Léon Verkindere            | 21 agosto 1942             |                                          |                            |
|                            |                            |                                          |                            |
| Fonte: UCI                 |                            |                                          |                            |

Nota: Roger Baguet
Nota: Omer Ballegeer